# Hyosciurus
Hyosciurus es un género de roedores de la familia Sciuridae. Son endémicas de Célebes.

## Especies
Se reconocen las siguientes especies:
- Hyosciurus heinrichi Archbold & Tate, 1935
- Hyosciurus ileile Tate & Archbold, 1936